# Checkerboard Inn

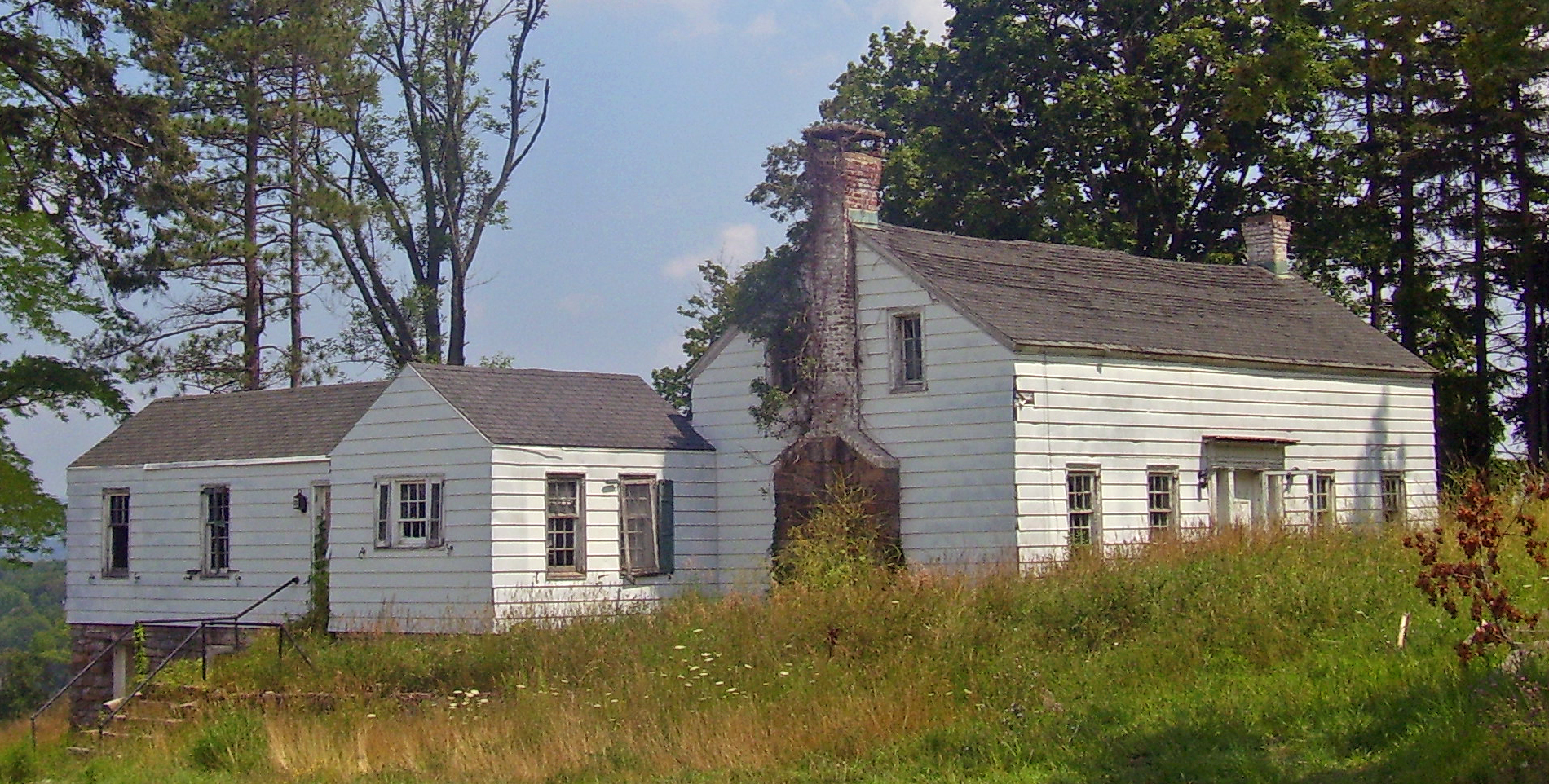
Sicht auf die Südfront und die Westseite (2008)

Checkerboard Inn oder auch Forshee-Jenkins House ist die Bezeichnung für ein in Holzständerbauweise entstandenes Gebäude im Mansion Ridge Golf Club in Monroe, New York in den Vereinigten Staaten. Ursprünglich handelte es sich um ein Wohnhaus, das 1802 nach der Eröffnung des Orange Turnpikes, einer frühen Mautstraße in New York, zu einer Gastschenke umgewandelt wurde. Der Name beruht der Überlieferung zufolge auf der Entscheidung eines früheren Besitzers, das Gebäude in einem Schachbrettmuster anzustreichen, um Kunden anzulocken. Ob diese Überlieferung den Tatsachen entspricht, ist nicht abschließend geklärt.
Im 20. Jahrhundert wurde das Gebäude erweitert, um der Familie des New Yorker Tuchseidenhändlers Moses Migel als Cottage zu dienen. Nach einer Reihe weiterer Besitzer und einer längeren Zeitdauer der Vernachlässigung ist heute die Town of Monroe Eigentümer des Gebäudes, das direkt neben dem Clubhaus des Golfklubs steht. Die Stadt möchte das ungenutzte Gebäude, das am 29. November 2006 in das National Register of Historic Places eingetragen wurde, als Heimatmuseum nutzen und bemüht sich um die Finanzierung der Restaurierung.

## Gebäudebeschreibung
Das Haus ist an einen Hang eines Berges gebaut und bietet den Blick über den entsprechenden Abschnitt der New York-New Jersey Highlands und in der Ferne auf die Shawangunk Ridge. Am nördlichen Ende des Gebäudes ist die Gründung sichtbar. Eine Baumgruppe umgibt das Haus an drei Seiten, östlich sind die Reste einer alten Straße vorhanden.
Der ältere Haupttrakt ist ein eineinhalbstöckiger Gebäudeteil mit fünf Jochen. Die Fassade besteht aus Aluminiumplatten über Holzschindeln. In der Mitte der Hausfront befindet sich der Haupteingang, der im Federal Style mit gerieften Pilastern gestaltet ist. Diese Pilaster unterstützen ein Giebeldreieck oberhalb eines Gesimses. Aus dem verschindelten Satteldach aus Asbest ragen an beiden je ein Backsteinschornstein empor. Die Veranda auf der Rückseite des Hauses ist ziemlich verfallen.
Am westlichen Ende des Hauses ist ein leicht zurückgesetzter Flügel angesetzt, weiter östlich führt ein weiterer Flügel nach Norden. Der östlichere Flügel davon ist dem westlichen ähnlich, aber ein bisschen größer. Auf der Nordseite des Hauses fassen beide Flügel eine Terrasse ein.
Der Grundriss des Hauses ist um die zentrale Halle angeordnet; ein Kamin an jedem Ende heizt das Haus. Die Wände sind aus verputzten Holzlatten ausgeführt und seit dem Bau höchstwahrscheinlich ersetzt worden. Der Großteil der Innenausstattung ist original, mit Ausnahme des Badezimmers und einem benachbarten Kabinett, die im 20. Jahrhundert eingebaut wurden. Der Keller ist nicht ausgebaut.

## Geschichte
Zwischen 1790 und 1810 wurde der Haupttrakt als anonyme Architektur für einen ortsansässigen Farmer mit dem Namen Bernard Forshee erbaut. Der Orange Turnpike, der anderswo im County heute die State Routes 17 und 17M bildet, wurde 1802 hinter dem Haus vorbeigeführt – ein Segment des Straßenbettes ist östlich des Hauses noch erhalten, ein Meilenstein wurde gestohlen.
Irgendwann während der Existenz des Turnpikes als Mautstraße wurde das Haus in ein Gasthaus für die Reisenden umgewandelt. Da es sich direkt südlich von der heutigen Ortschaft Village of Monroe befand, wo es mehrere andere Gasthäuser gab, entschied sich Forshee vermutlich deswegen dazu, sein Haus im Schachbrettmuster schwarz und weiß anzustreichen. Er verkauft es 1823 an seinen Sohn John, der es zehn Jahre später an Ira Jenkins veräußerte. Zu jener Zeit wurden viele der frühen Mautstraßen in den Vereinigten Staaten in öffentliches Eigentum umgewandelt, da die Betreiber nicht für deren Unterhalt aufkommen konnten. Es wird angenommen, dass die Nutzung des Hauses als Gasthaus beendet wurde, der schachbrettartige Anstrich wurde beibehalten und Spuren davon existierten noch zu Beginn des 20. Jahrhunderts.
Der New Yorker Seidenstoffhändler Moses Charles Migel kaufte das Anwesen und angrenzende Grundstücke 1916, um Greenbraes Farm zu seinem 230 Acre (rund 90 Hektar) großen Wohnsitz zu machen. Weil er beabsichtigte, in der Nähe des Checkerboard Inns einen steinernen Stall und ein Haus zu errichten – das heutige Klubhaus des Golfklubs – musste die Zufahrtsstraße zum Anwesen verlegt werden. Dadurch konnte auch der steile Abstieg nach Monroe entschärft werden. Migel bezahlte die Verlegung der Straße auf ihre heutige Lage; Mary Harriman gewährte das Wegerecht.
Drei Jahre später, Migels Sohn Richard war inzwischen großgewachsen und verheiratet, wurden zwei Flügel zu dem Haus hinzugefügt, um die gewachsene Familie unterzubringen sowie ein Pultdach an der Hinterseite, die einzige wesentliche Änderung an dem Gebäude seit seiner Existenz. Die ursprüngliche gusseisernen Bauteile, deren Erhaltung die Migels beabsichtigten, wurden während des Umbaus irrtümlich als Schrott eingeschmolzen.
Das Haus blieb bis zum Auszug der letzten Privatbesitzer Mitte der 1990er Jahre ein Wohngebäude. Es gelangte dann in das Eigentum eines Bauunternehmens, Great Expectations. Das Unternehmen hatte das Anwesen Migel vollständig angekauft, um hier einen Golfplatz mit Appartementkomplex anzulegen. Im Rahmen des Genehmigungsverfahrens schenkte das Unternehmen das Checkerboard Inn im Jahr 2003 der Town of Monroe. Drei Jahre später begann die Stadt, sich zur Umwandlung des Checkerboard Inns in ein Heimatmuseum um staatliche Hilfen zu bemühen.